# Exechia fumosa
Exechia fumosa är en tvåvingeart som först beskrevs av Frederick Askew Skuse 1888.  Exechia fumosa ingår i släktet Exechia och familjen svampmyggor. Inga underarter finns listade i Catalogue of Life.